# Franck David
Franck Olivier Christian François David (París, 21 de marzo de 1970) es un deportista francés que compitió en vela en la clase Lechner A-390.
Participó en los Juegos Olímpicos de Barcelona 1992, obteniendo una medalla de oro en la clase Lechner A-390. Ganó dos medallas en el Campeonato Mundial de Lechner A-390, oro en 1992 y bronce en 1991.

## Palmarés internacional
| \| Juegos Olímpicos \| Juegos Olímpicos \| Juegos Olímpicos \| Juegos Olímpicos \| \| Año \| Lugar \| Medalla \| Clase \| \| ------------------ \| ------------------------------ \| ----------------- \| ---------------- \| \| 1992 \| Barcelona (España) \| Medalla de oro \| Lechner A-390 \| \| Campeonato Mundial \| \| \| \| \| Año \| Lugar \| Medalla \| Clase \| \| 1991 \| San Francisco (Estados Unidos) \| Medalla de bronce \| Lechner A-390 \| \| 1992 \| Cádiz (España) \| Medalla de oro \| Lechner A-390 \| |                                |                   |               |
| Juegos Olímpicos |                                |                   |               |
| Año | Lugar                          | Medalla           | Clase         |
| 1992 | Barcelona (España)             | Medalla de oro    | Lechner A-390 |
| Campeonato Mundial |                                |                   |               |
| Año | Lugar                          | Medalla           | Clase         |
| 1991 | San Francisco (Estados Unidos) | Medalla de bronce | Lechner A-390 |
| 1992 | Cádiz (España)                 | Medalla de oro    | Lechner A-390 |